# Pazz & Jop

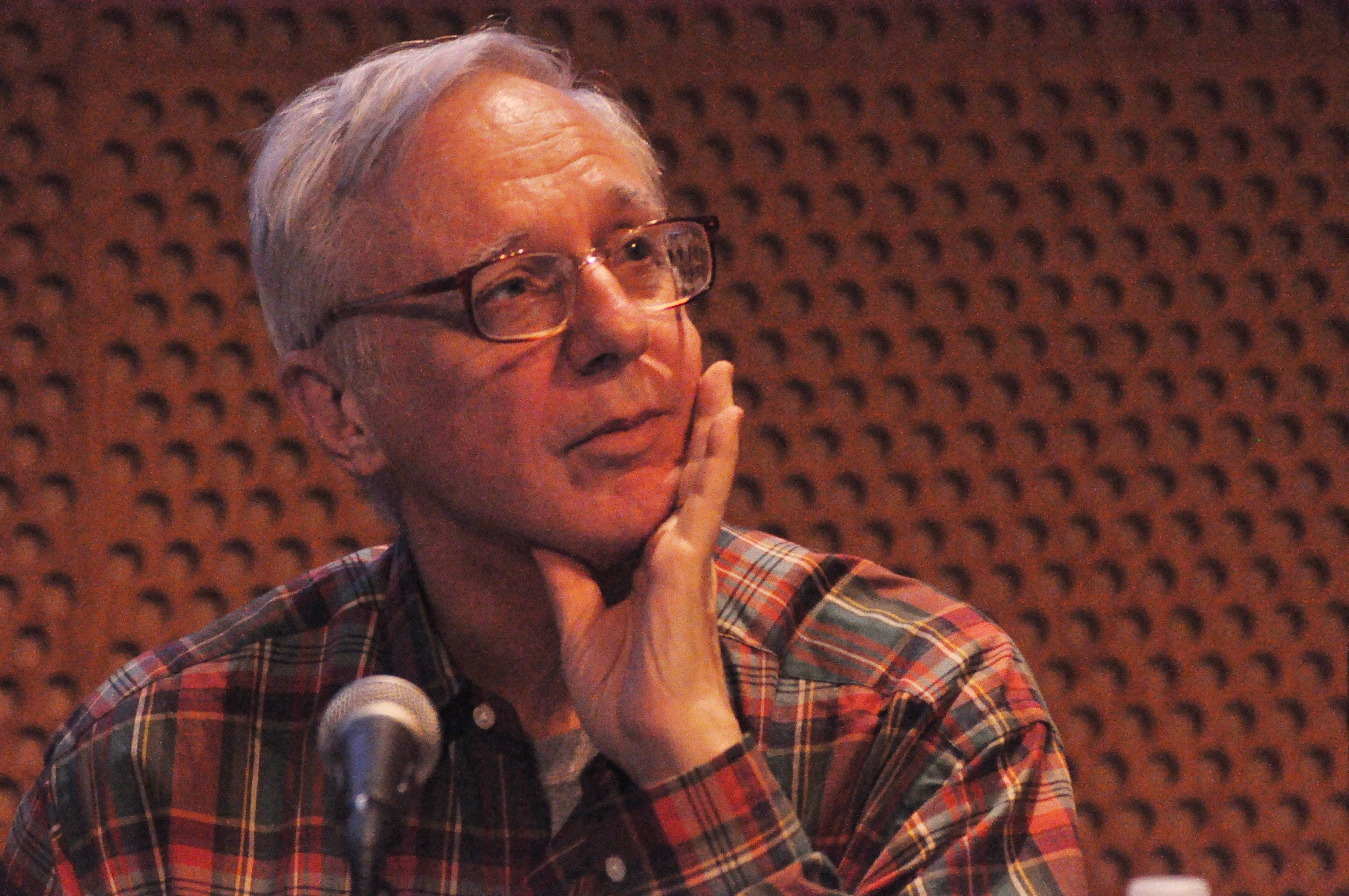
Музичний критик Роберт Крістгау заснував та очолив опитування Pazz & Jop з моменту його створення в 1971 до 2005 року.

Pazz & Jop — щорічне опитування американського тижневика The Village Voice, що публікує рейтинги найуспішніших релізів року за 1971 рік та щороку з 1974 року. Опитування базується із складених на кінець року сотнями музичних критиків персональних переліків із десяти найуспішніших, на їхню думку, релізів року. Воно було назване на знак подяки до журналу Jazz & Pop, що припинив своє існування 1971 року, і перейняв систему рейтингів, що використовувалася в щорічному опитуванні критики цього журналу.
Pazz & Jop була представлене тижневиком The Village Voice 1971 року як опитування лише для альбомів; з 1979 року його розширено і воно включає також і сингли. Протягом багатьох років, тижневик також включив дрібні списки з опитування респондентів стосовно міні-альбомів, музичних відеокліпів, перевидання альбомів, та компіляцій, але усі вони проіснували лише кілька років. Опитування альбомів Pazz & Jop використовує бальну систему для формулювання рейтингу. Критики, що беруть участь в опитуванні, присвоюють оцінку від 5 до 30 для кожного з альбомів у рейтингу топ-10, причому сума булів за всі 10 альбомів становить 100 балів. Список синглів, однак, завжди не зважений.

## Історія
Pazz & Jop заснував критик The Village Voice Роберт Крістгау. Ідея назви опитування (спунеризм Jazz & Pop) полягала в тому, що оскільки слів «pazz» та «jop» не існує, критики, що беруть участь в опитуванні, будуть оцінювати власне музичний твір, а не відволікатися на категорії та жанри. У 1971 році англійська рок-група The Who очолила перше альбомне опитування Pazz & Jop з альбомом Who's Next. Наступного року Крістгау покинув The Village Voice та перейшов до Newsday, і опитування не проводилося знову до 1974 року, коли Крістгау повернувся до The Village Voice і опитування «стало інституцією», вважає його колега з The Village Voice Кріс Моланфі. Англійський співак Іан Дюрі та його гурт The Blockheads очолили перше опитування синглів із треком «Hit Me with Your Rhythm Stick» (1979). Боб Ділан та Каньє Вест очолювали альбомне опитування найчастіше — по чотири їхні альбоми очолювати опитування. Окрім того, сингл Веста зайняв першу сходинку опитування 2005 року. Музичний критик Роберт Крістгау понад тридцять років координував опитування Pazz & Jop; він також писав щорічний супровідний нарис, в якому обговорювався зміст опитування.
У 2002 році автор Бернар Жендрон відзначив різниць між результатами опитування 1999 року та найпопулярнішими альбомами того ж року в американських чартах журналу Billboard — лише п'ять альбомів із 40, що увійшли в опитування Pazz & Jop з'явились у чарті Billboard, що свідчить про продовження поділу між авангардною естетичною культурною акредитацією та комерційними оцінками успішності. Хоча Pazz & Jop зарекомендував себе як опитування критиків із чіткою позицією, воно викликало критику, особливо за його методологію. У своїй промові 2001 року, Майк Дауті з New York Press скаржився: «Під виглядом любові до музики ви прийняли найкрасивішу туманну форму людського самовираження, вичавивши її через спеціально створену систему дурних балів, спеціально створеного для цього безглуздого багаторічника і змусили вписати його в цю дивовижну, грізну систему чартів».
Строк перебування Крістгау на посаді очільника Pazz & Jop сплив, коли він зі скандалом був звільнений із The Village Voice після продажу компанії в серпні 2006 року. У відповідь на його звільнення кілька відомих критиків публічно оголосили, що більше не робитимуть підбірки пісень для опитування; Саша Фрер Джонс із The New Yorker описав звільнення Крістгау як «ляпас по обличчю багатьох із нас [критиків] у багатьох відношеннях». Незважаючи на це, The Village Voice продовжував виконувати це опитування, і Роб Гарвілла змінив Крістгау на посаді музичного редактора та наглядача опитування. Щорічний нарис Крістгау до опитування Pazz & Jop було замінено кількома ретроспективними статтями, присвяченими музиці за минулий рік, написаними підбіркою критиків.
У 2016 році назву опитування новими власниками газети було змінено з Pazz & Jop на Village Voice Music Critics Poll (укр. Опитування музичних критиків Village Voice). Крістгау, який продовжував голосувати в опитуванні відтоді як покинув газету, висловив обурення щодо зміни назви. Коли в січні 2017 року були оголошені результати 2016 року, опитуванню повернено назву Pazz & Jop.
The Village Voice повністю припинив публікацію у серпні 2018 року. Незважаючи на закриття газети, 20 грудня було повідомлено про опитування Pazz & Jop на 2018 рік, а Крістгау підтвердив його справжність у Твіттері. Опитування 2018 року було опубліковане на вебсайті Village Voice 6 лютого 2019 року.

## Переможці в номінації «Найкращий альбом»

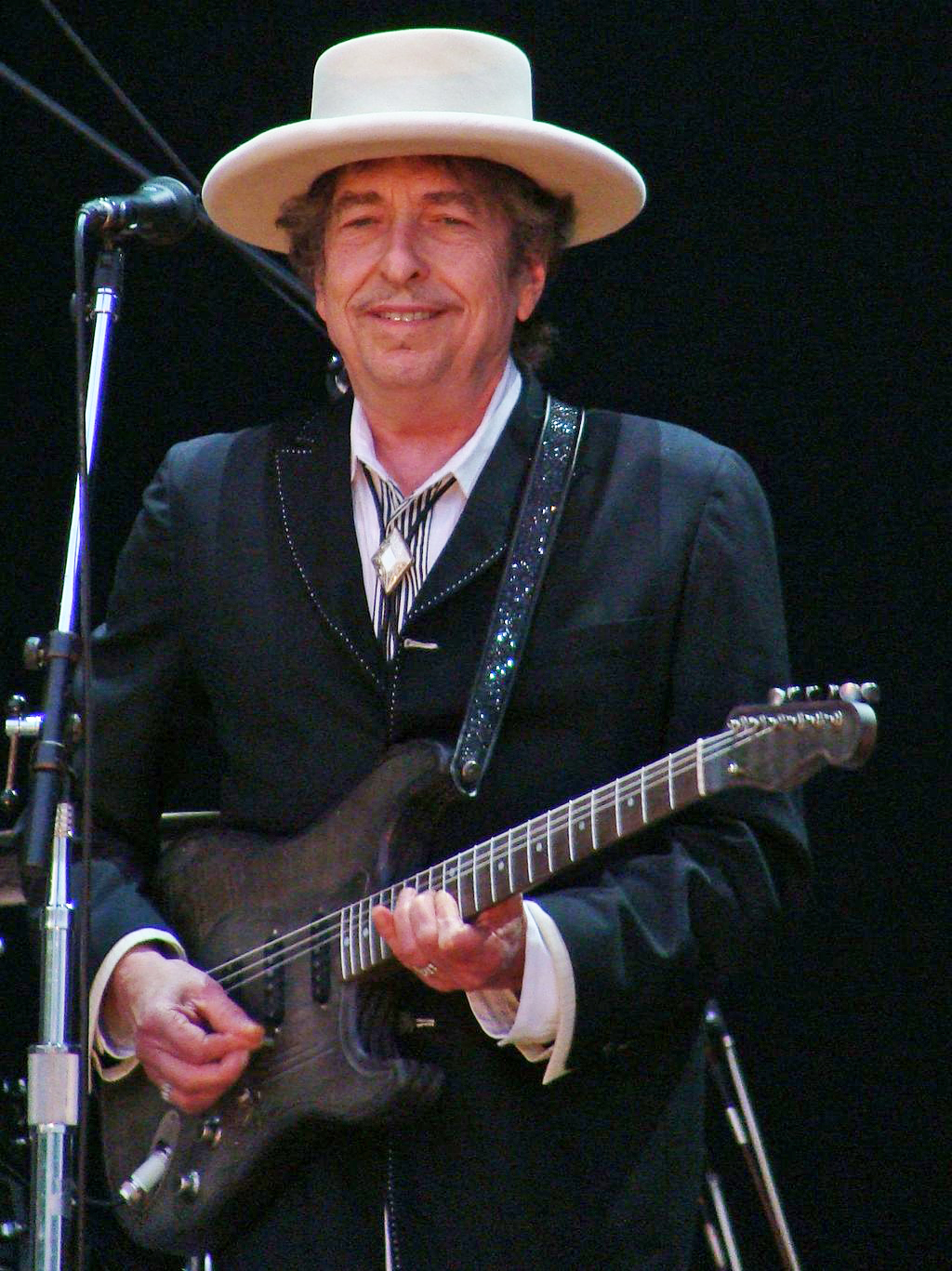
Альбоми американського музиканта Боба Ділана очолювали Pazz & Jop чотири рази.

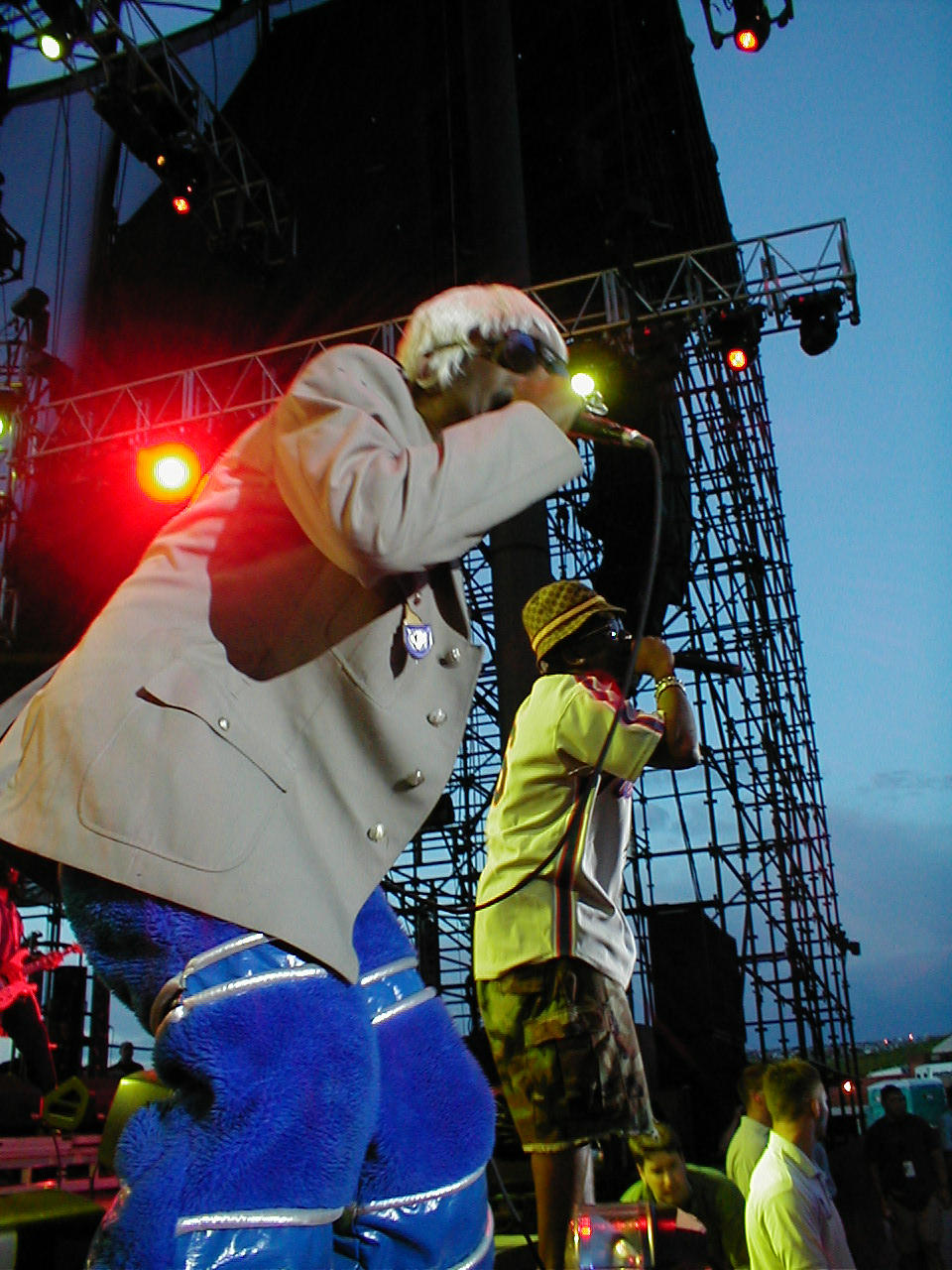
Альбом ' (2003) американського хіп-хоп дуету Outkast набрав найбільшу загальну оцінку серед інших альбомів в історії опитування.

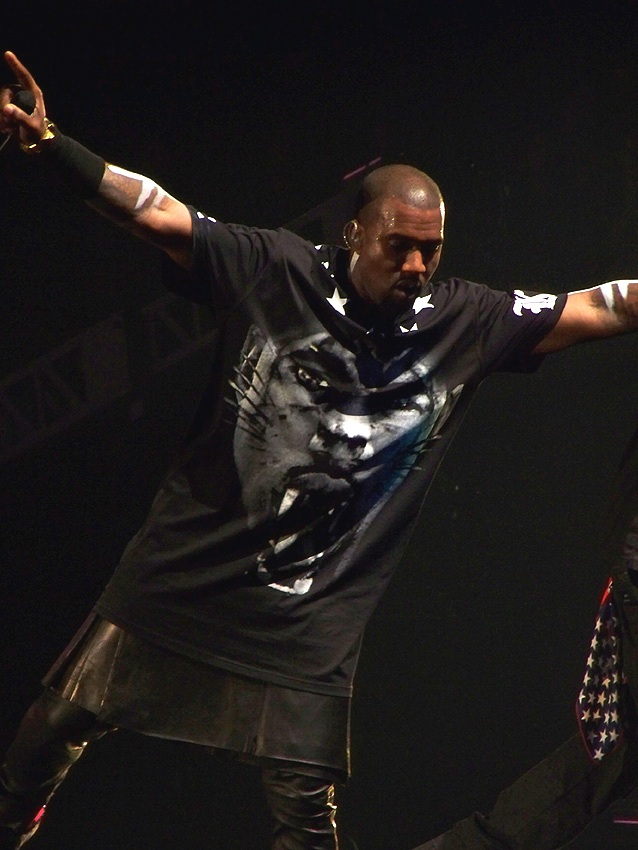
Американський хіп-хоп виконавець Каньє Вест очолював Pazz & Jop із чотирма альбомами із восьми альбомів, які він випустив за час існування опитування.

| Рік  | Виконавець                         | Альбом                                          | Згадки | Бали  | Прим.         |
| ---- | ---------------------------------- | ----------------------------------------------- | ------ | ----- | ------------- |
| 1971 | The Who                            | Who's Next                                      | N/A    | 540   | [ 14 ]        |
| 1974 | Джоні Мітчелл                      | Court and Spark                                 | 14     | 186   | [ 30 ]        |
| 1975 | Боб Ділан та The Band              | The Basement Tapes                              | 23     | 285   | [ 31 ]        |
| 1976 | Стіві Вандер                       | Songs in the Key of Life                        | 25     | 292   | [ 32 ]        |
| 1977 | Sex Pistols                        | Never Mind the Bollocks, Here's the Sex Pistols | 32     | 412   | [ 33 ]        |
| 1978 | Ельвіс Костелло та The Attractions | This Year's Model                               | 58     | 783   | [ 34 ]        |
| 1979 | Грем Паркер                        | Squeezing Out Sparks                            | 63     | 767   | [ 6 ]         |
| 1980 | The Clash                          | London Calling                                  | 89     | 1,347 | [ 35 ]        |
| 1981 | The Clash                          | Sandinista!                                     | 67     | 862   | [ 36 ]        |
| 1982 | Ельвіс Костелло та The Attractions | Imperial Bedroom                                | 87     | 1,061 | [ 37 ]        |
| 1983 | Майкл Джексон                      | Thriller                                        | 100    | 1,305 | [ 38 ]        |
| 1984 | Брюс Спрінгстін                    | Born in the U.S.A.                              | 136    | 1,757 | [ 39 ]        |
| 1985 | Talking Heads                      | Little Creatures                                | 99     | 1,078 | [ 40 ]        |
| 1986 | Пол Саймон                         | Graceland                                       | 96     | 1,131 | [ 41 ]        |
| 1987 | Прінс                              | Sign o' the Times (альбом Прінса)               | 118    | 1,491 | [ 42 ]        |
| 1988 | Public Enemy                       | It Takes a Nation of Millions to Hold Us Back   | 79     | 1,011 | [ 43 ]        |
| 1989 | De La Soul                         | 3 Feet High and Rising                          | 89     | 1,050 | [ 44 ]        |
| 1990 | Ніл Янг та Crazy Horse             | Ragged Glory                                    | 104    | 1,282 | [ 45 ]        |
| 1991 | Nirvana                            | Nevermind                                       | 134    | 1,699 | [ 46 ]        |
| 1992 | Arrested Development               | 3 Years, 5 Months and 2 Days in the Life Of...  | 97     | 1,050 | [ 47 ]        |
| 1993 | Ліз Фер                            | Exile in Guyville                               | 108    | 1,383 | [ 48 ]        |
| 1994 | Hole                               | Live Through This                               | 121    | 1,552 | [ 49 ]        |
| 1995 | Пі Джей Гарві                      | To Bring You My Love                            | 120    | 1,492 | [ 50 ]        |
| 1996 | Бек                                | Odelay                                          | 110    | 1,134 | [ 51 ]        |
| 1997 | Боб Ділан                          | Time Out of Mind                                | 135    | 1,655 | [ 52 ]        |
| 1998 | Люсінда Вільямс                    | Car Wheels on a Gravel Road                     | 167    | 2,129 | [ 53 ]        |
| 1999 | Moby                               | Play                                            | 134    | 1,548 | [ 54 ]        |
| 2000 | Outkast                            | Stankonia                                       | 220    | 2,660 | [ 55 ]        |
| 2001 | Боб Ділан                          | Love and Theft                                  | 235    | 3,010 | [ 56 ]        |
| 2002 | Wilco                              | Yankee Hotel Foxtrot                            | 201    | 2,328 | [ 57 ]        |
| 2003 | Outkast                            | Speakerboxxx/The Love Below                     | 305    | 3,554 | [ 58 ]        |
| 2004 | Каньє Вест                         | The College Dropout                             | 245    | 2,826 | [ 59 ]        |
| 2005 | Каньє Вест                         | Late Registration                               | 227    | 2,525 | [ 60 ]        |
| 2006 | Боб Ділан                          | Modern Times                                    | 95     | 1,123 | [ 61 ]        |
| 2007 | LCD Soundsystem                    | Sound of Silver                                 | 141    | 1,662 | [ 62 ]        |
| 2008 | TV on the Radio                    | Dear Science                                    | 154    | 1,744 | [ 63 ]        |
| 2009 | Animal Collective                  | Merriweather Post Pavilion                      | 154    | 1,794 | [ 64 ]        |
| 2010 | Каньє Вест                         | My Beautiful Dark Twisted Fantasy               | 266    | 3,250 | [ 65 ]        |
| 2011 | Tune-Yards                         | Whokill                                         | 135    | 1,645 | [ 66 ]        |
| 2012 | Френк Оушен                        | Channel Orange                                  | 170    | 1,952 | [ 67 ]        |
| 2013 | Каньє Вест                         | Yeezus                                          | 160    | 1,991 | [ 68 ]        |
| 2014 | Д'анджело та the Vanguard          | Black Messiah                                   | 163    | 2,008 | [ 69 ]        |
| 2015 | Кендрік Ламар                      | To Pimp a Butterfly                             | 210    | 2,639 | [ 70 ]        |
| 2016 | Девід Бові                         | Blackstar                                       | 209    | 2,367 | [ 71 ]        |
| 2017 | Кендрік Ламар                      | Damn                                            | N/A    | 1,756 | [ 72 ]        |
| 2018 | Кейсі Мусгравс                     | Golden Hour                                     | 100    | 1,155 | [ 29 ] [ 73 ] |

## Переможці в номінації «Найкращий сингл»

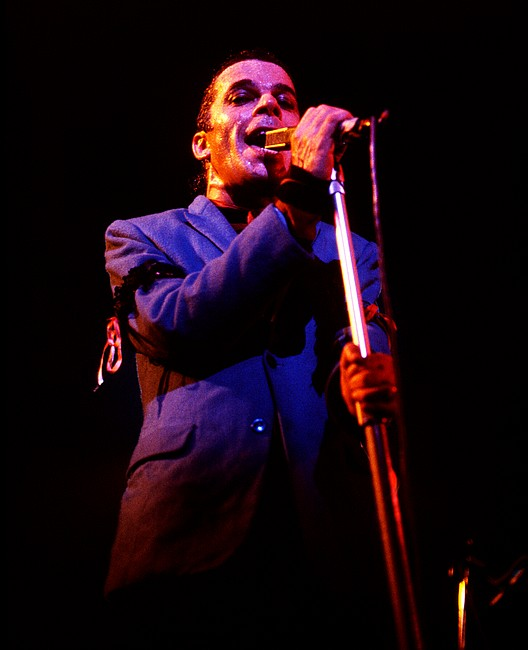
Англійський музикант з піснею «», очолив перше опитування синглів у 1979 році.

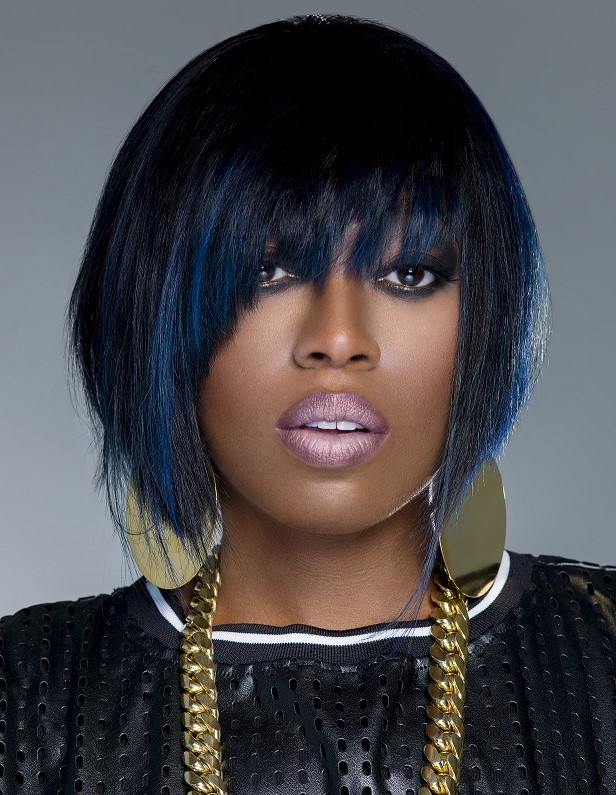
Американська реперка Міссі Еліот — єдина артистка, чиї пісні «» та «» двічі поспіль очолювали Pazz & Jop.

| Рік  | Виконавець                             | Сингл                                                            | Згадки | Прим.  |
| ---- | -------------------------------------- | ---------------------------------------------------------------- | ------ | ------ |
| 1979 | Іан Дюрі та The Blockheads             | «Hit Me with Your Rhythm Stick»/«Reasons to Be Cheerful, Part 3» | 29     | [ 6 ]  |
| 1980 | Куртіс Блоу                            | «The Breaks»                                                     | 40     | [ 35 ] |
| 1981 | Лорі Андерсон                          | «O Superman»/«Walk the Dog»                                      | 56     | [ 36 ] |
| 1981 | The Rolling Stones                     | «Start Me Up»                                                    | 56     | [ 36 ] |
| 1982 | Grandmaster Flash and the Furious Five | «The Message»                                                    | 156    | [ 37 ] |
| 1983 | Майкл Джексон                          | «Billie Jean»                                                    | 75     | [ 38 ] |
| 1984 | Прінс                                  | «When Doves Cry»/«17 Days»                                       | 111    | [ 39 ] |
| 1985 | Artists United Against Apartheid       | «Sun City»                                                       | 101    | [ 40 ] |
| 1986 | Run–D.M.C.                             | «Walk This Way»                                                  | 78     | [ 41 ] |
| 1987 | Прінс                                  | «Sign o' the Times»                                              | 54     | [ 42 ] |
| 1988 | Трейсі Чепмен                          | «Fast Car»                                                       | 55     | [ 43 ] |
| 1989 | Public Enemy                           | «Fight the Power»                                                | 75     | [ 44 ] |
| 1990 | Deee-Lite                              | «Groove Is in the Heart»/«What Is Love?»                         | 74     | [ 45 ] |
| 1991 | Nirvana                                | «Smells Like Teen Spirit»                                        | 116    | [ 46 ] |
| 1992 | Arrested Development                   | «Tennessee»                                                      | 100    | [ 47 ] |
| 1993 | The Breeders                           | «Cannonball»                                                     | 78     | [ 48 ] |
| 1994 | Бек                                    | «Loser»                                                          | 89     | [ 49 ] |
| 1995 | Coolio за участі L.V.                  | «Gangsta's Paradise»                                             | 81     | [ 50 ] |
| 1996 | Quad City DJ's                         | «C'mon N' Ride It (The Train)»                                   | 34     | [ 51 ] |
| 1997 | Hanson                                 | «MMMBop»                                                         | 96     | [ 52 ] |
| 1998 | Fatboy Slim                            | «The Rockafeller Skank»                                          | 110    | [ 53 ] |
| 1999 | TLC                                    | «No Scrubs»                                                      | 109    | [ 54 ] |
| 2000 | Outkast                                | «Ms. Jackson»                                                    | 124    | [ 55 ] |
| 2001 | Міссі Еліот                            | «Get Ur Freak On»                                                | 176    | [ 56 ] |
| 2002 | Міссі Еліот                            | «Work It»                                                        | 212    | [ 57 ] |
| 2003 | Outkast                                | «Hey Ya!»                                                        | 322    | [ 58 ] |
| 2004 | Franz Ferdinand                        | «Take Me Out»                                                    | 145    | [ 59 ] |
| 2005 | Каньє Вест за участі Джеймі Фокса      | «Gold Digger»                                                    | 145    | [ 60 ] |
| 2006 | Gnarls Barkley                         | «Crazy»                                                          | 151    | [ 61 ] |
| 2007 | Емі Вайнгауз                           | «Rehab»                                                          | 97     | [ 62 ] |
| 2008 | M.I.A.                                 | «Paper Planes»                                                   | 107    | [ 74 ] |
| 2009 | Jay-Z за участі Аліши Кіз              | «Empire State of Mind»                                           | 89     | [ 75 ] |
| 2010 | Cee Lo Green                           | «Fuck You»                                                       | 187    | [ 76 ] |
| 2011 | Адель                                  | «Rolling in the Deep»                                            | 116    | [ 77 ] |
| 2012 | Карлі Рей Джепсен                      | «Call Me Maybe»                                                  | 94     | [ 78 ] |
| 2013 | Daft Punk за участі Фаррелла Вільямса  | «Get Lucky»                                                      | 117    | [ 79 ] |
| 2014 | Future Islands                         | «Seasons (Waiting on You)»                                       | 75     | [ 80 ] |
| 2015 | Дрейк                                  | «Hotline Bling»                                                  | 76     | [ 81 ] |
| 2016 | Бейонсе                                | «Formation»                                                      | 99     | [ 82 ] |
| 2017 | Cardi B                                | «Bodak Yellow»                                                   | 62     | [ 72 ] |
| 2018 | Childish Gambino                       | «This Is America»                                                | 64     | [ 83 ] |

## Невикористовувані категорії

### Компіляційні альбоми
| Рік  | Виконавець      | Альбом                          | Згадок | Прим.  |
| ---- | --------------- | ------------------------------- | ------ | ------ |
| 1995 | Різні виконавці | Macro Dub Infection: Volume One | 28     | [ 50 ] |
| 1996 | LTJ Bukem       | Logical Progression             | 11     | [ 51 ] |

### Альбоми-перевидання
| Рік  | Виконавець             | Альбом                                                                | Згадок | Прим.  |
| ---- | ---------------------- | --------------------------------------------------------------------- | ------ | ------ |
| 1986 | The Neville Brothers   | Treacherous: A History of the Neville Brothers (1955—1985)            | 43     | [ 41 ] |
| 1987 | Джеймс Карр            | At the Dark End of the Street                                         | 35     | [ 42 ] |
| 1988 | Чак Беррі              | The Chess Box                                                         | 35     | [ 43 ] |
| 1989 | Мадді Вотерс           | The Chess Box                                                         | 65     | [ 44 ] |
| 1990 | Роберт Джонсон         | The Complete Recordings                                               | 108    | [ 45 ] |
| 1991 | Джеймс Браун           | Star Time                                                             | 84     | [ 46 ] |
| 1992 | Боб Марлі              | Songs of Freedom                                                      | 51     | [ 47 ] |
| 1993 | The Beach Boys         | Good Vibrations: Thirty Years of The Beach Boys                       | 42     | [ 48 ] |
| 1994 | Луї Армстронг          | Portrait of the Artist as a Young Man (1923—1934)                     | 34     | [ 49 ] |
| 1995 | The Velvet Underground | Peel Slowly and See                                                   | 57     | [ 50 ] |
| 1996 | Сан Ра                 | The Singles                                                           | 25     | [ 51 ] |
| 1997 | Різні виконавці        | Anthology of American Folk Music                                      | 100    | [ 52 ] |
| 1998 | Різні виконавці        | Nuggets: Original Artyfacts from the First Psychedelic Era, 1965–1968 | 111    | [ 53 ] |
| 1999 | Os Mutantes            | Everything Is Possible: The Best of Os Mutantes                       | 31     | [ 54 ] |
| 1999 | Різні виконавці        | Loud, Fast and Out of Control: The Wild Sounds of '50s Rock           | 31     | [ 54 ] |

### Мініальбоми

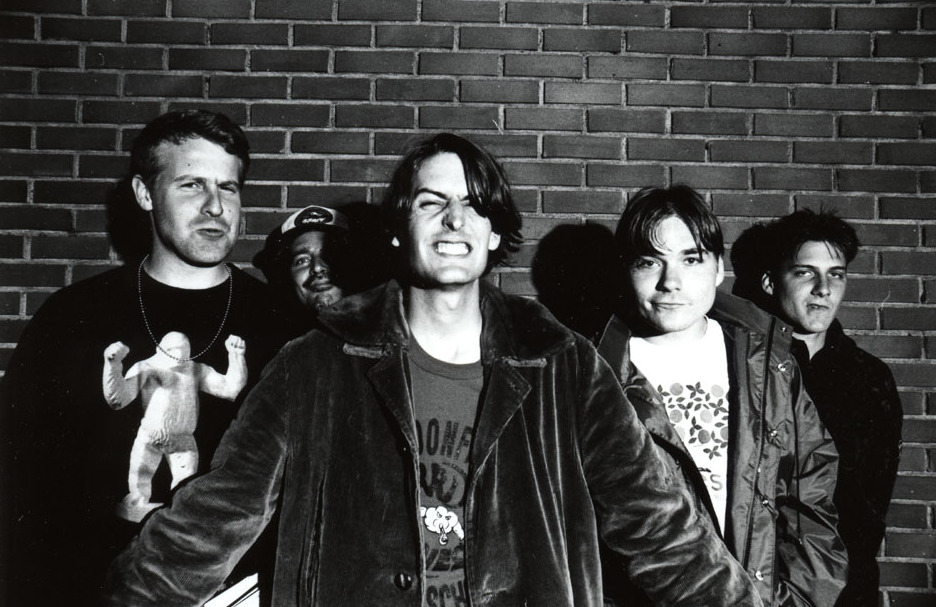
Мініальбоми ' та ' американського інді-рок гурту Pavement очолили опитування у роки їхнього випуску.

| Рік  | Виконавець       | Альбом                 | Згадок | Прим.  |
| ---- | ---------------- | ---------------------- | ------ | ------ |
| 1981 | The Specials     | Ghost Town             | 44     | [ 36 ] |
| 1982 | Т Бон Бернетт    | Trap Door              | 75     | [ 37 ] |
| 1983 | Los Lobos        | ...And a Time to Dance | 54     | [ 38 ] |
| 1984 | Томмі Кін        | Places That Are Gone   | 32     | [ 39 ] |
| 1985 | Алекс Чилтон     | Feudalist Tarts        | 32     | [ 40 ] |
| 1986 | Алекс Чилтон     | No Sex                 | 27     | [ 41 ] |
| 1988 | Брюс Спрінгстін  | Chimes of Freedom      | 13     | [ 43 ] |
| 1989 | Люсінда Вільямс  | Passionate Kisses      | 17     | [ 44 ] |
| 1990 | The Mekons       | F.U.N. '90             | 27     | [ 45 ] |
| 1991 | Pavement         | Perfect Sound Forever  | 26     | [ 46 ] |
| 1992 | Pavement         | Watery, Domestic       | 23     | [ 47 ] |
| 1993 | Luscious Jackson | In Search of Manny     | 31     | [ 48 ] |
| 1994 | Pizzicato Five   | Five by Five           | 15     | [ 49 ] |

### Музичні відео

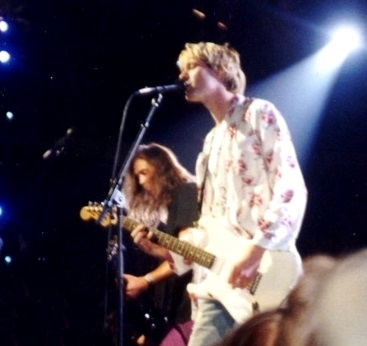
Американський рок-гурт Nirvana три роки поспіль очолював опитування музичних відео.

| Рік  | Виконавець                       | Музичне відео             | Режисер(и)                     | Згадок | Прим.  |
| ---- | -------------------------------- | ------------------------- | ------------------------------ | ------ | ------ |
| 1983 | Майкл Джексон                    | «Beat It»                 | Боб Жиральді                   | 63     | [ 38 ] |
| 1984 | Art of Noise                     | «Close (To the Edit)»     | Збігнев Рибчинський            | 35     | [ 39 ] |
| 1985 | Artists United Against Apartheid | «Sun City»                | Джонатан Деммі, Godley & Creme | 68     | [ 40 ] |
| 1986 | Пітер Гебріел                    | «Sledgehammer»            | Стівен Р. Джонсон              | 87     | [ 41 ] |
| 1987 | Squeeze                          | «Hourglass»               | Аде Едмондсон                  | 12     | [ 42 ] |
| 1990 | Deee-Lite                        | «Groove Is in the Heart»  | Хіроюкі Накано                 | 35     | [ 45 ] |
| 1990 | Madonna                          | «Justify My Love»         | Жан-Батист Мондіно             | 35     | [ 45 ] |
| 1991 | Nirvana                          | «Smells Like Teen Spirit» | Семюел Байєр                   | 59     | [ 46 ] |
| 1992 | Nirvana                          | «In Bloom»                | Кевін Керслейк                 | 23     | [ 47 ] |
| 1993 | Nirvana                          | «Heart-Shaped Box»        | Антон Корбейн                  | 34     | [ 48 ] |
| 1994 | Beastie Boys                     | «Sabotage»                | Спайк Джонзе                   | 66     | [ 49 ] |
| 1995 | Бйорк                            | «It's Oh So Quiet»        | Спайк Джонзе                   | 33     | [ 50 ] |